# Rezolucje Rady Bezpieczeństwa ONZ z roku 1985
Stałe miejsca w Radzie Bezpieczeństwa ONZ posiadają:
- ChRL
- Francja
- ZSRR
- Stany Zjednoczone
- Wielka Brytania

W roku 1985 członkami niestałymi Rady były:
- Burkina Faso
- Egipt
- Madagaskar
- Indie
- Tajlandia
- Peru
- Trynidad i Tobago
- Australia
- Dania
- Ukraińska SRR

## Rezolucje
Rezolucje Rady Bezpieczeństwa ONZ przyjęte w roku 1985:
- 560 (w sprawie RPA)
- 561 (w sprawie Izraela i Libanu)
- 562 (w sprawie USA i Nikaragui)
- 563 (w sprawie Izraela i Syrii)
- 564 (w sprawie Libanu)
- 565 w sprawie Cypru)
- 566 (w sprawie Namibii)
- 567 (w sprawie RPA i Angoli)
- 568 (w sprawie RPA i Botswany)
- 569 (w sprawie RPA)
- 570 (w sprawie Międzynarodowego Trybunału Sprawiedliwości)
- 571 (w sprawie RPA i Angoli)
- 572 (w sprawie RPA i Botswany)
- 573 (w sprawie Izraela i Tunezji)
- 574 (w sprawie RPA i Angoli)
- 575 (w sprawie Izraela i Libanu)
- 576 (w sprawie Izraela i Syrii)
- 577 (w sprawie RPA i Angoli)
- 578 (w sprawie Cypru)
- 579 (w sprawie brania zakładników)
- 580 (w sprawie RPA i Lesotho)